# Badula
Badula es un género de  arbustos pertenecientes a la antigua familia  Myrsinaceae, ahora subfamilia Myrsinoideae. Comprende 52 especies descritas y de estas, solo 17 aceptadas.

## Taxonomía
El género fue descrito por Antoine-Laurent de Jussieu y publicado en Genera Plantarum 420. 1789. La especie tipo es: Badula barthesia (Lam.) A. DC. 

## Algunas especies aceptadas
A continuación se brinda un listado de las especies del género Badula aceptadas hasta noviembre de 2013, ordenadas alfabéticamente. Para cada una se indica el nombre binomial seguido del autor, abreviado según las convenciones y usos.
- Badula crassa, A.DC.
- Badula platyphylla, (DC.) Coode
- Badula reticulata, A. DC.
- Lista completa de especies